# Heinrich von Windeck
Heinrich von Windeck, eigentlich Heinrich von Berg, Herr zu Windeck (* vor 1247; † vermutlich 1298, begraben im Altenberger Dom) war ein jüngerer Sohn des Grafen Adolf IV. von Berg und Margarete von Hochstaden und der Bruder von Adolf V. und Wilhelm I. von Berg.
Er war mit Agnes von der Mark verheiratet, mit der er drei Kinder hatte: Kunigunde, Adolf VI. von Berg, Margarethe von Windeck (* vor 1290).
Von 1271 bis 1281 residierte Heinrich als Statthalter seines Bruders Adolf auf Rittergut Morp.
Er unterstützte wie sein Bruder Adolf den Herzog von Brabant im Limburger Erbfolgekrieg bei der Schlacht bei Worringen im Jahr 1288. Spätestens infolge der Gefangenschaft des Grafen Adolf von Nassau, Schwager des Kölner Erzbischofes Siegfried von Westerburg, sollten Heinrich und Adolf miteinander bekannt gewesen sein. Die Folgezeit findet ihn auf Windeck, eine der vier Bergischen Hauptburgen, spätestens seit 1247 im Bergischen Besitz, vermutlich wieder als „Beamter“ seines Bruders.
Auf ihn bezieht sich wahrscheinlich eine bergische Sage, nach der ein auf Windeck sitzender Graf Guntram von Kranz an der Schlacht von Göllheim (2. Juli 1298) teilnahm und dort den Tod fand, ebenso wie der bisherige König Adolf von Nassau.
Begraben ist Heinrich von Windeck gemeinsam mit anderen Angehörigen des Bergischen Grafenhauses im Altenberger Dom (Odenthal).